# Шпански олимпијски комитет
Шпански олимпијски комитет (шп. Comité Olímpico Español)) је национални олимпијски комитет Шпаније. Чланови Комитета су 35 спортских савеза, који бирају Извршни одбор у саставу председника и 23 чланова. Његово седиште налази се у Мадриду.
Шпански олимпијски комитет је организатор Летњих олимпијских игара 1992. и Медитеранских игара 1955, 2005. и 2018. године.

## Историја
Шпански олимпијски комитет основан је 23. новембра 1912. године, а поново је успостављен 11. јануара 1924. године у Барселони.

## Председници
| Председник                                        | Период      |
| ------------------------------------------------- | ----------- |
| Гонзало Фигероа Торес, маркиз де Виљамехор        | 1912 – 1921 |
| Сантијаго Гвељ Лопез, барон де Гвељ               | 1924 – 1926 |
| Еузебио Лопез Дијаз де Кихано, маркиз де Ламадрид | 1926 – 1931 |
| Сантијаго Гвељ Лопез, барон де Гвељ               | 1931 – 1932 |
| Августо Пи Суњер                                  | 1932 – 1936 |
| Хосе Москардо Утуарте                             | 1941 – 1956 |
| Хосе Антонио Елола Оласо                          | 1956 – 1967 |
| Хуан Антонио Самаран                              | 1967 – 1970 |
| Хуан Гич Беч де Кареда                            | 1970 – 1975 |
| Томас Пелајо Рос                                  | 1975 – 1976 |
| Бенито Кастехон Паз                               | 1976 – 1980 |
| Хесус Ермида Себреиро                             | 1980 – 1983 |
| Рома Кујас Сол                                    | 1983 – 1984 |
| Алфонсо од Бурбона и Дампјера                     | 1984 – 1987 |
| Карлос Ферер Салат                                | 1987 – 1998 |
| Алфредо Гојенече Морено                           | 1998 – 2002 |
| Хосе Марија Ечеварија Артече                      | 2002 – 2005 |
| Алехандро Бланко                                  | 2005 –      |

## Савези
| Савез                                          | Летње или Зимске | Седиште                             |
| ---------------------------------------------- | ---------------- | ----------------------------------- |
| Атлетски савез Шпаније                         | Летње            | Мадрид                              |
| Бадминтон савез Шпаније                        | Летње            | Мадрид                              |
| Бејзбол и софтбол савез Шпаније                | Летње            | Мадрид                              |
| Бициклистички савез Шпаније                    | Летње            | Мадрид                              |
| Боксерски савез Шпаније                        | Летње            | Мадрид                              |
| Веслачки савез Шпаније                         | Летње            | Мадрид                              |
| Гимнастички савез Шпаније                      | Летње            | Мадрид                              |
| Голф савез Шпаније                             | Летње            | Мадрид                              |
| Једриличарски савез Шпаније                    | Летње            | Мадрид                              |
| Кајакашки савез Шпаније                        | Летње            | Мадрид                              |
| Карате савез Шпаније                           | Летње            | Мадрид                              |
| Коњички савез Шпаније                          | Летње            | Мадрид                              |
| Кошаркашки савез Шпаније                       | Летње            | Мадрид                              |
| Мачевачки савез Шпаније                        | Летње            | Мадрид                              |
| Одбојкашки савез Шпаније                       | Летње            | Мадрид                              |
| Пливачки савез Шпаније                         | Летње            | Мадрид                              |
| Рагби савез Шпаније                            | Летње            | Мадрид                              |
| Ролерски савез Шпаније                         | Летње            | Мадрид                              |
| Рукометни савез Шпаније                        | Летње            | Мадрид                              |
| Савез за зимске спортове Шпаније               | Зимске           | Сан Себастијан де лос Рејес, Мадрид |
| Савез Шпаније за дизање тегова                 | Летње            | Мадрид                              |
| Савез Шпаније за модерни петобој               | Летње            | Барселона                           |
| Савез Шпаније за олимпијско стрељаштво         | Летње            | Мадрид                              |
| Савез Шпаније за спортско планинарење и пењање | Летње            | Барселона                           |
| Савез Шпаније за спортско рвање                | Летње            | Мадрид                              |
| Стонотениски савез Шпаније                     | Летње            | Мадрид                              |
| Стреличарски савез Шпаније                     | Летње            | Мадрид                              |
| Сурферски савез Шпаније                        | Летње            | Ферол                               |
| Теквондо савез Шпаније                         | Летње            | Аликанте                            |
| Триатлон савез Шпаније                         | Летње            | Мадрид                              |
| Федерација спортова на леду Шпаније            | Зимске           | Барселона                           |
| Фудбалски савез Шпаније                        | Летње            | Розас де Мадрид                     |
| Хокеј савез Шпаније                            | Летње            | Мадрид                              |
| Џудо савез Шпаније                             | Летње            | Мадрид                              |